# Tour de França de 1919

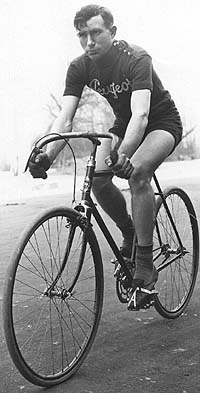
Firmin Lambot, vencedor del Tour de França de 1919, a primers dels anys 20.

El Tour de França de 1919 fou la tretzena edició del Tour de França i es disputà entre el 29 de juny i el 27 de juliol de 1919, sobre un recorregut de 5.560 km, distribuïts en 15 etapes. Aquest fou el primer Tour disputat després de la finalització de la Primera Guerra Mundial, que havia assolat Europa, i el guanyà el belga Firmin Lambot.
En l'onzena etapa es va entregar un mallot groc al líder de la classificació general i el primer a vestir-lo fou Eugène Christophe. Les batalles de la Primera Guerra Mundial havien devastat la xarxa viària francesa, cosa que va complicar molt la confecció del recorregut i la circulació dels ciclistes. Així, la velocitat mitjana d'aquesta edició (24,056 km/h) i el nombre de ciclistes que finalitzaren la cursa (deu) són els més baixos de la història del Tour.

## Participants
El Tour no quedà al marge de la tragèdia que suposà la Primera Guerra Mundial, morint al front els vencedors de les edicions entre 1907 i 1910, Lucien Petit-Breton, François Faber i Octave Lapize, així com d'altres ciclistes del moment.
El 1919 van començar la cursa dos antics vencedors del Tour, Philippe Thys i Odile Defraye. La guerra havia acabat sols feia set mesos, de manera que la majoria de ciclistes no havien tingut el temps suficient per preparar a consciència el Tour. Això va fer que quasi no hi hagués ciclistes joves, i que els veterans dominessin la cursa.
Per primera vegada un ciclista espanyol, José Orduña, pren part al Tour, però la seva participació va ser efímera, abandonant en la primera etapa en patir un accident.

## Canvis respecte a l'edició anterior
Des de l'edició del 1914 havia estat impossible organitzar el Tour de França per culpa de la Primera Guerra Mundial. L'organitzador del Tour, Henri Desgrange, sempre havia volgut organitzar-ne un altre i, pocs dies després del final de la guerra, inicià l'organització del Tour de França de 1919. L'organització no ho va posar gens fàcil als ciclistes, ja que va confeccionar un recorregut de 5.560 quilòmetres que era més llarg que totes les edicions anteriors i que, posteriorment, només ha estat superat pel Tour de França de 1926.
Els fabricants de bicicletes també havien patit durant la guerr, i no van poder patrocinar equips ciclistes. Treballant conjuntament van patrocinar més de la meitat dels ciclistes amb el nom de "La Sportive", però, en realitat, tots els ciclistes van córrer de manera individual. Els ciclistes es van dividir en la categoria A (professionals) i la B (amateurs).
En aquesta edició s'estrena el mallot groc. Fou en plena cursa, com a resultat de la dificultat dels periodistes que seguien la prova per a identificar el líder de la cursa. Per això, van demanar a Henri Desgrange que se'l distingís d'alguna manera i es va escollir el groc, el color en què s'imprimia el diari L'Auto. Eugène Christophe fou el primer ciclista a portar-lo, el matí de la desena etapa.
En edicions anteriors els ciclistes s'havien de fer càrrec de la seva alimentació durant la cursa; però, el 1919, l'organització del Tour va decidir que se'n faria càrrec.

## Recorregut
El Tour comença i acaba a París, després de 15 etapes disputades cada dos dies. Per tercera vegada, la cursa pren direcció oest, contrària a les agulles del rellotge. Com en l'edició anterior a la guerra, la cursa fa parada a Le Havre, Cherbourg, Brest per tot seguit arribar a les Sables-d'Olonne en lloc de La Rochelle. Els Pirineus són travessats fent parada a Baiona, Luishon i Perpinyà, després de creuar els colls de l'Aubisca, Tourmalet, Aspin i Pèira Sorda en l'etapa amb final a Luishon i el coll d'Ares, Portet d'Aspet, Port i Pimorent de camí a Perpinyà. Tot seguit la cursa continua fins a Marsella i Niça, abans d'afrontar el pas pels Alps, amb els colls d'Allos i Bayard de camí a Grenoble i el Lautaret, Galibier i Aravis en l'etapa amb final a Ginebra. Les darreres etapes arriben a les viles d'Estrasburg i Metz, per tal de celebrar la tornada de l'Alsàcia i la Lorena a mans franceses, i Dunkerque, abans d'acabar la cursa al Parc dels Prínceps de París.

## Desenvolupament de la cursa
La primera etapa va ser guanyada pel belga Jean Rossius, però fou penalitzat amb 30 minuts per ajudar il·legalment Philippe Thys, motiu pel qual Henri Pélissier, segon classificat de l'etapa, passà a liderar la cursa. L'ajuda de Rossius a Thys fou donar-li aigua, però de poc li va servir, ja que hagué d'abandonar en aquesta primera etapa. Durant les primeres etapes els dominadors de la cursa foren Henri i Francis Pélissier. Ambdós acabaren junts la segona, sent Henri el líder de la cursa. En aquesta etapa Léon Scieur va perdre dues hores i mitja i tota opció a la victòria final. Durant la tercera etapa Henri va estar a punt de retirar-se, però Desgrange va aconseguir treure-li la idea del cap, i tot i que va arribar a perdre 45 minuts respecte al grup capdavanter, després de tres hores de persecució els agafà, fins a disputar la victòria a l'esprint al seu germà. En acabar l'etapa Henri Pélissier va dir que era un cavall pura sang, mentre la resta de ciclistes eren cavalls de càrrega, cosa que va enutjar la resta de rivals.

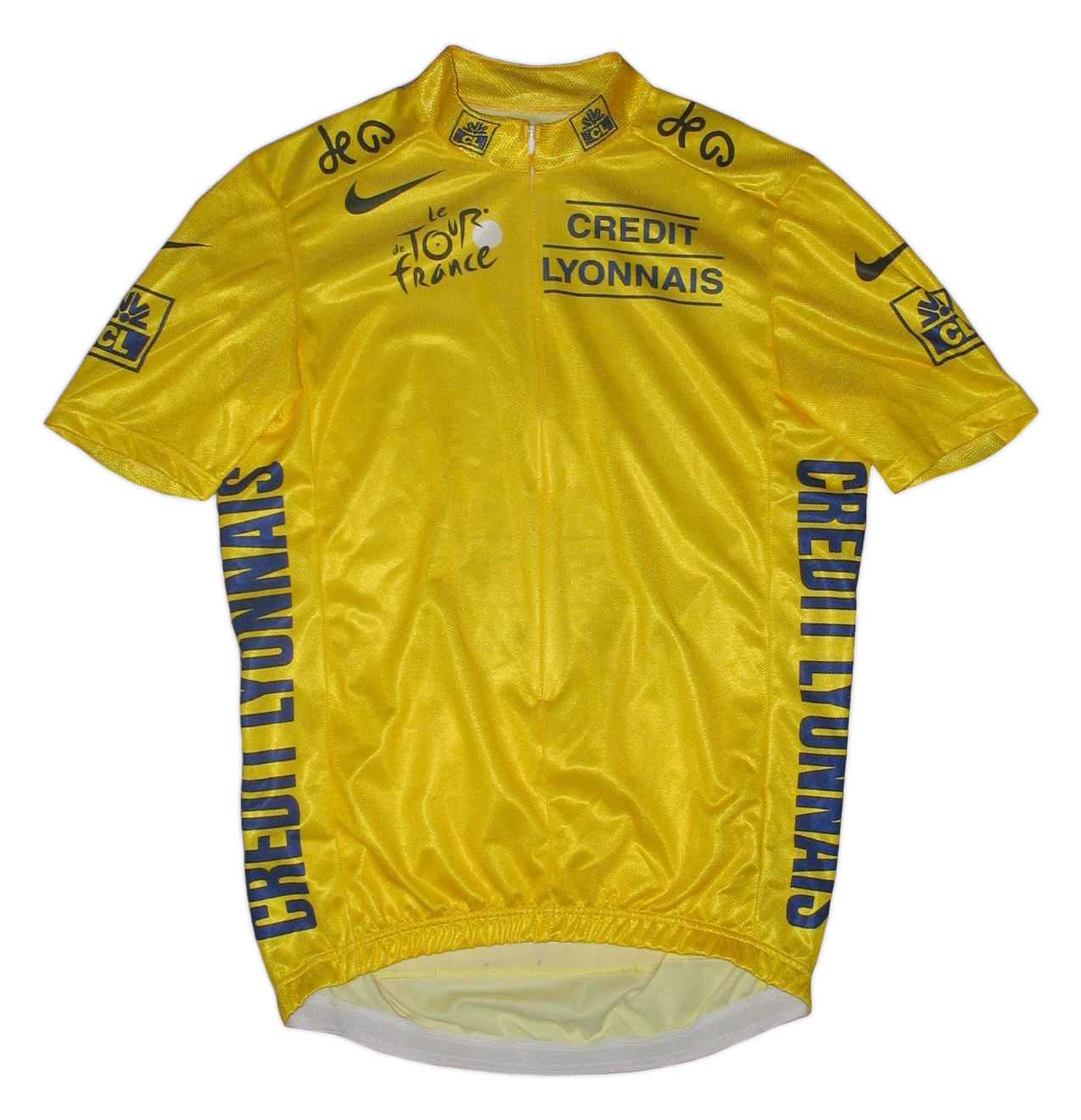
Versió actual del mallot groc, introduït en l'onzena etapa del Tour de França de 1919.

Com a resposta, en la quarta etapa, els pocs ciclistes que quedaven en cursa (tan sols 25) es van venjar dels germans Pélissier. En un punt de l'etapa on havien de canviar de bicicleta, la resta de ciclistes els van atacar deixant-los enrere. Henri va perdre prop de 35 minuts i el seu germà Francis més de tres hores. Enfadats amb l'organització ambdós abandonaren la cursa, no prenent la sortida en la següent etapa. Jean Alavoine guanyà l'etapa i Eugène Christophe passà a ser el nou líder de la cursa. Alavoine també guanyaria la cinquena etapa, la més llarga disputada mai en la història del Tour, amb 482 km.
Christophe mantingué el liderat en el pas de la cursa pels Pirineus i els Alps. A Grenoble, a l'inici de l'onzena etapa, Henri Desgrange va donar a Christophe un mallot groc perquè pogués ser fàcilment reconegut. El color sembla inspirat en el color del paper del diari organitzador L'Auto, tot i que una altra explicació seria que la impossibilitat d'aconseguir un altre color per l'escassetat de la postguerra. A Christophe no li agradava vestir de groc i els altres ciclistes l'anomenaven canari. En aquest punt de la cursa el més normal era que Christophe mantingués el liderat fins al final i guanyés el Tour, ja que havia mantingut el liderat en el pas pels Pirineus i pels Alps. Amb tot, en la penúltima etapa Firmin Lambot, que ocupava la segona posició a més de 28 minuts, va atacar. Christophe el va seguir, però va trencar la forquilla prop de Valenciennes. Les regles del moment establien que els ciclistes no podien tenir cap mena d'ajuda, cosa que obligava a Christophe reparar la bicicleta ell mateix. Aquest mateix incident ja li havia fet perdre el Tour de França de 1913, i encara li tornaria a passar el 1922. L'avaria el va dur a perdre dues hores i mitja i tot l'avantatge que tenia respecte a Lambot. En la darrera etapa Christophe va patir nombroses punxades que li van fer perdre la segona posició en benefici de Jean Alavoine.
Lambot, de 33 anys, es convertia en el vencedor més gran del Tour de França fins aleshores. Sentint-se malament l'organització amb Christophe, se li va entregar la mateixa quantitat de diner que al vencedor Lambot, que sumats a altres premis li suposà rebre 13.310 francs, molt més que els 5.000 que va rebre Lambot per la victòria.

## Resultats

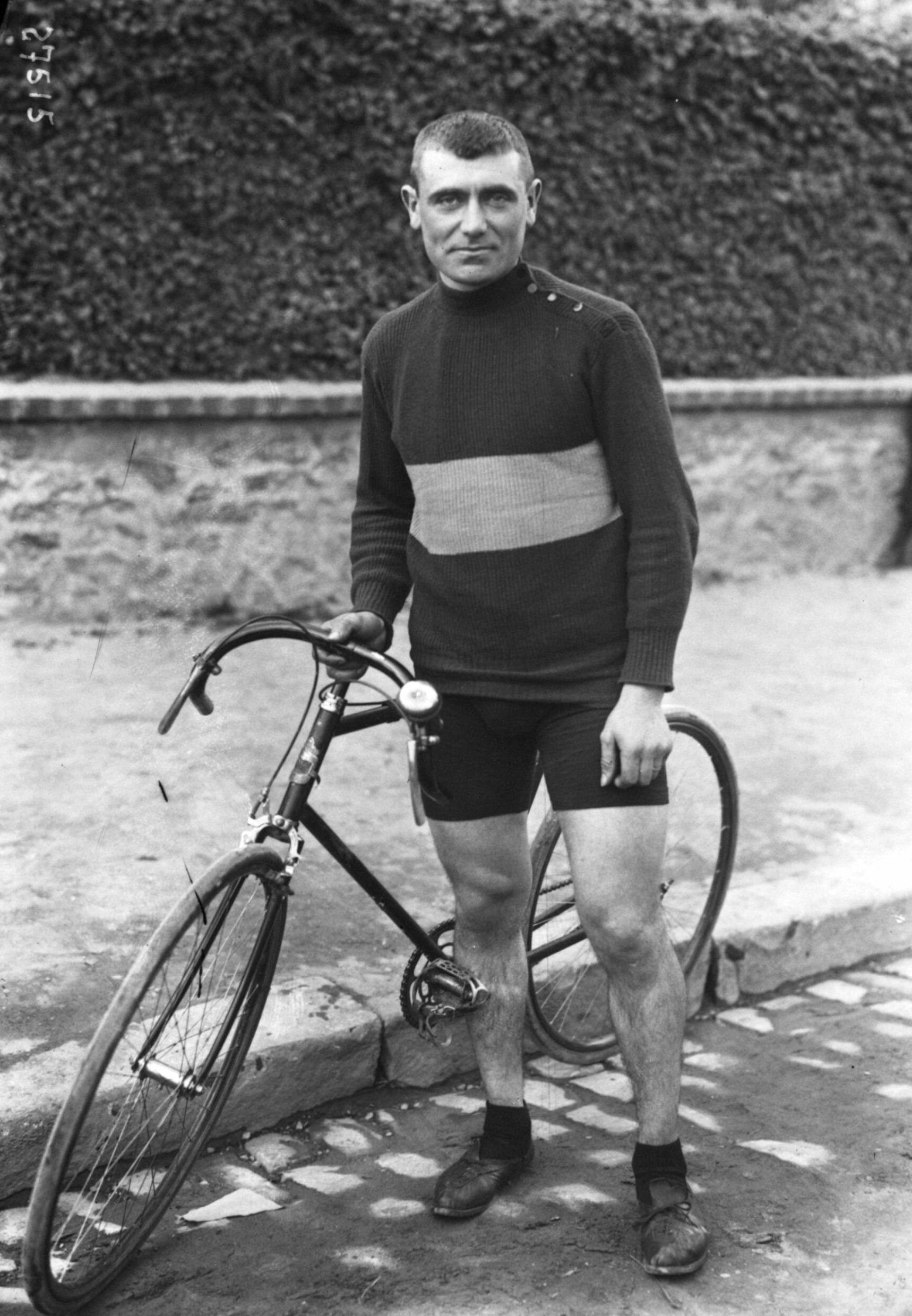
Eugène Christophe liderà la cursa fins a la penúltima etapa, però una avaria va obrir les portes a la victòria de Lambot.

### Etapes
| Etapa | Data         | Recorregut                   | Km  | Vencedor d'etapa        | Líder de la general     |
| ----- | ------------ | ---------------------------- | --- | ----------------------- | ----------------------- |
| 1a    | 29 de juny   | París - Le Havre             | 388 | Jean Rossius (BEL)      | Henri Pélissier (FRA)   |
| 2a    | 1 de juliol  | Le Havre - Cherbourg         | 364 | Henri Pélissier (FRA)   | Henri Pélissier (FRA)   |
| 3a    | 3 de juliol  | Cherbourg - Brest            | 405 | Henri Pélissier (FRA)   | Henri Pélissier (FRA)   |
| 4a    | 5 de juliol  | Brest - Les Sables-d'Olonne  | 412 | Jean Alavoine (FRA)     | Eugène Christophe (FRA) |
| 5a    | 7 de juliol  | Les Sables-d'Olonne - Baiona | 482 | Jean Alavoine (FRA)     | Eugène Christophe (FRA) |
| 6a    | 9 de juliol  | Baiona - Luishon             | 326 | Honoré Barthélémy (FRA) | Eugène Christophe (FRA) |
| 7a    | 11 de juliol | Luishon - Perpinyà           | 323 | Jean Alavoine (FRA)     | Eugène Christophe (FRA) |
| 8a    | 13 de juliol | Perpinyà - Marsella          | 370 | Jean Alavoine (FRA)     | Eugène Christophe (FRA) |
| 9a    | 15 de juliol | Marsella - Niça              | 338 | Honoré Barthélémy (FRA) | Eugène Christophe (FRA) |
| 10a   | 17 de juliol | Niça - Grenoble              | 333 | Honoré Barthélémy (FRA) | Eugène Christophe (FRA) |
| 11a   | 19 de juliol | Grenoble - Ginebra (SUI)     | 325 | Honoré Barthélémy (FRA) | Eugène Christophe (FRA) |
| 12a   | 21 de juliol | Ginebra (SUI) - Estrasburg   | 371 | Luigi Lucotti (ITA)     | Eugène Christophe (FRA) |
| 13a   | 23 de juliol | Estrasburg - Metz            | 315 | Luigi Lucotti (ITA)     | Eugène Christophe (FRA) |
| 14a   | 25 de juliol | Metz - Dunkerque             | 468 | Firmin Lambot (BEL)     | Firmin Lambot (BEL)     |
| 15a   | 27 de juliol | Dunkerque - París            | 340 | Jean Alavoine (FRA)     | Firmin Lambot (BEL)     |

1. ↑  El vencedor de la primera etapa, Rossius, va ser sancionat amb 30', per la qual cosa Henri Pélissier, que havia acabat segon, passà a liderar la cursa.

### Classificació General
Dels 67 ciclistes que van prendre la sortida, sols 11 l'acabaren. El 12 d'agost de 1919, Paul Duboc (8è a la general), va ser desqualificat per agafar un cotxe per anar a reparar l'eix pedaler, amb la qual cosa sols 10 ciclistes consten a la classificació final. En total van prendre la sortida 43 ciclistes de la categoria A i 24 de la B.
| Classificació General | Classificació General   | Classificació General | Classificació General | Classificació General |
| Pos.                  | Ciclista                | Categoria             | Temps                 |                       |
| --------------------- | ----------------------- | --------------------- | --------------------- | --------------------- |
| 1                     | Firmin Lambot (BEL)     | A                     | 231h 07' 15"          |                       |
| 2                     | Jean Alavoine (FRA)     | A                     | + 1h 42' 54"          |                       |
| 3                     | Eugène Christophe (FRA) | A                     | + 2h 26' 31"          |                       |
| 4                     | Léon Scieur (BEL)       | A                     | + 2h 52' 15"          |                       |
| 5                     | Honoré Barthélémy (FRA) | A                     | + 4h 14' 22"          |                       |
| 6                     | Jacques Coomans (BEL)   | A                     | + 15h 21' 34"         |                       |
| 7                     | Luigi Lucotti (ITA)     | A                     | + 16h 01' 12"         |                       |
| 8                     | Joseph van Daele (BEL)  | A                     | + 18h 23' 02"         |                       |
| 9                     | Alfred Steux (BEL)      | A                     | + 20h 29' 01"         |                       |
| 10                    | Jules Nempon (FRA)      | B                     | + 21h 44' 12"         |                       |

## A posteriori
El mallot groc que es va introduir en aquest Tour va tenir tant d'èxit que s'ha utilitzat des de llavors. El guanyador de la cursa, Lambot, posteriorment guanyaria el Tour de França de 1922, però és una figura gairebé oblidada en la història del Tour. En canvi Christophe, que va perdre el Tour causa de la mala sort, encara és recordat com un etern segon.
L'enfrontament entre Pélissier i l'organitzador del Tour, Desgrange, continuaria durant molts anys. Pélissier guanyaria el Tour de França de 1923.